# Il villaggio di Stepančikovo e i suoi abitanti
Il villaggio di Stepànčikovo e i suoi abitanti (in russo Село Степанчиково и его обитатели?, Seló Stepánčikovo i egó obitáteli), conosciuto anche più semplicemente come Il villaggio di Stepancikovo, è un romanzo umoristico dello scrittore russo Fëdor Dostoevskij pubblicato nel 1859.

## Trama
Sergèj Aleksandrovič (Сергей Александрович), voce narrante della storia, viene invitato nella residenza di suo zio Egòr Il'ìč, colonnello e possidente di Stepančikovo, dove conosce Fomà Fomìč Opiskin (Фома Фомич Опискин). Caricaturale, ridicolo ma cinico, questi rappresenta la figura del parassita, che si spaccia per un erudito sapiente, soggiogando completamente non solo lo zio di Sergèj e la sua anziana madre «generalessa», ma anche altre dame di provincia e l'intera servitù della casa.
La situazione precipita quando Egòr Il'ìč, vedovo ed ora innamorato della giovane domestica Nàsten'ka, trova il coraggio di ribellarsi all'ingerenza di Fomà Fomìč, che vorrebbe farlo sposare in seconde nozze con la poco sana di mente Tat'jana Ivànovna, la quale dispone di un ricco patrimonio. Tuttavia, Fomà Fomìč mostra il proprio disinteresse verso i beni materiali, parendo volersi unicamente affermare come autorità morale dall'invincibile potere oratorio. Il braccio di ferro con l'arrendevole Egòr Il'ìč, che d'altra parte non vuole rinunciare a Nàsten'ka, prosegue tra continui colpi di scena ed ottiene infine una soluzione imprevista.
Infatti, proprio grazie a Fomà Fomìč, cacciato brutalmente di casa ma presto riaccolto nell'abbraccio generale, Egòr Il'ìč riuscirà ad ottenere di poter sposare Nàsten'ka.

## Genesi del romanzo
Dostoevskij lavorò a quest'opera tra il 1857 e il 1858, concependola inizialmente come commedia teatrale.
Qualche mese prima della pubblicazione, ne spiegò la genesi al fratello Michaìl:
(Fëdor Dostoevskij)

## Pubblicazione
Il villaggio di Stepančikovo segnò, con Il sogno dello zio (1859), il ritorno di Dostoevskij sulla scena letteraria, dopo una pausa forzata di dieci anni dovuta alla condanna subìta dallo scrittore nel 1849.
Il romanzo fu pubblicato per la prima volta tra il novembre e il dicembre del 1859 sulla rivista letteraria russa Memorie patrie.

## Riferimenti letterari
L'opera è stata citata da Leonardo Sciascia nel romanzo Candido ovvero un sogno fatto in Sicilia (1977), dove viene utilizzato l'epiteto Fomà Fomìč come offesa non capita da colui verso il quale è rivolta.

## Edizioni italiane
- Il villaggio di Stepàncikovo e i suoi abitanti, collana Collezione Il Genio Russo, traduzione di Alfredo Polledro con note, Torino, Slavia, 1927. ; con trad. riveduta, Collana La memoria n.22, Sellerio, Palermo, 1981, ISBN 978-88-389-0184-3; Collana Compagnia Extra, Quodlibet, 2016, ISBN 978--88-746-2831-5.
- Il villaggio di Stepànčikovo e i suoi abitanti, traduzione di Miriam Capaldo, introduzione di Erri De Luca, collana ASCE, Editori Riuniti, 2010,  pp. 351 (solo il romanzo), ISBN 978-88-359-9012-3, ..
- Il Villaggio di Stepancikovo, Acquaviva, 2011, ISBN 978-88-7877-082-9.
- Bruno Osimo (a cura di), Il Villaggio di Stepànčikovo e i suoi abitanti, traduzione di Bruno Osimo, 2018, ISBN 978-88-98467-80-8.